# غسالخانه نهاوند
غسالخانه نهاوند در نهاوند، بلوار شهید حیدری واقع شده و این اثر در تاریخ ۲۵ اسفند ۱۳۷۹ با شمارهٔ ثبت ۳۳۷۱ به‌عنوان یکی از آثار ملی ایران به ثبت رسیده است.